# Giorgio Cargioli
Giorgio Cargioli (* 4. März 1922 in Lerici; † unbekannt) war ein italienischer Radrennfahrer.

## Sportliche Laufbahn
Cargioli war im Straßenradsport aktiv. Er wurde 1947 Unabhängiger und gewann in jener Saison neben einigen anderen Rennen das Eintagesrennen Grand Prix Ceramisti. 1948 siegte er in der nationalen Meisterschaft der Unabhängigen vor Carlo Moscardini. Die Trofeo Baracchi, die 1948 als Einzelzeitfahren veranstaltet wurde, gewann er vor Egidio Marangoni. In der Coppa Bernocchi kam er auf den zweiten Platz. Den Giro d’Italia bestritt er dreimal. 1948 wurde er 30., 1949 und 1950 schied er aus. In den Rennen der Monumente des Radsports war der 13. Platz in der Lombardei-Rundfahrt 1948 sein bestes Resultat.